# Eliška Junková

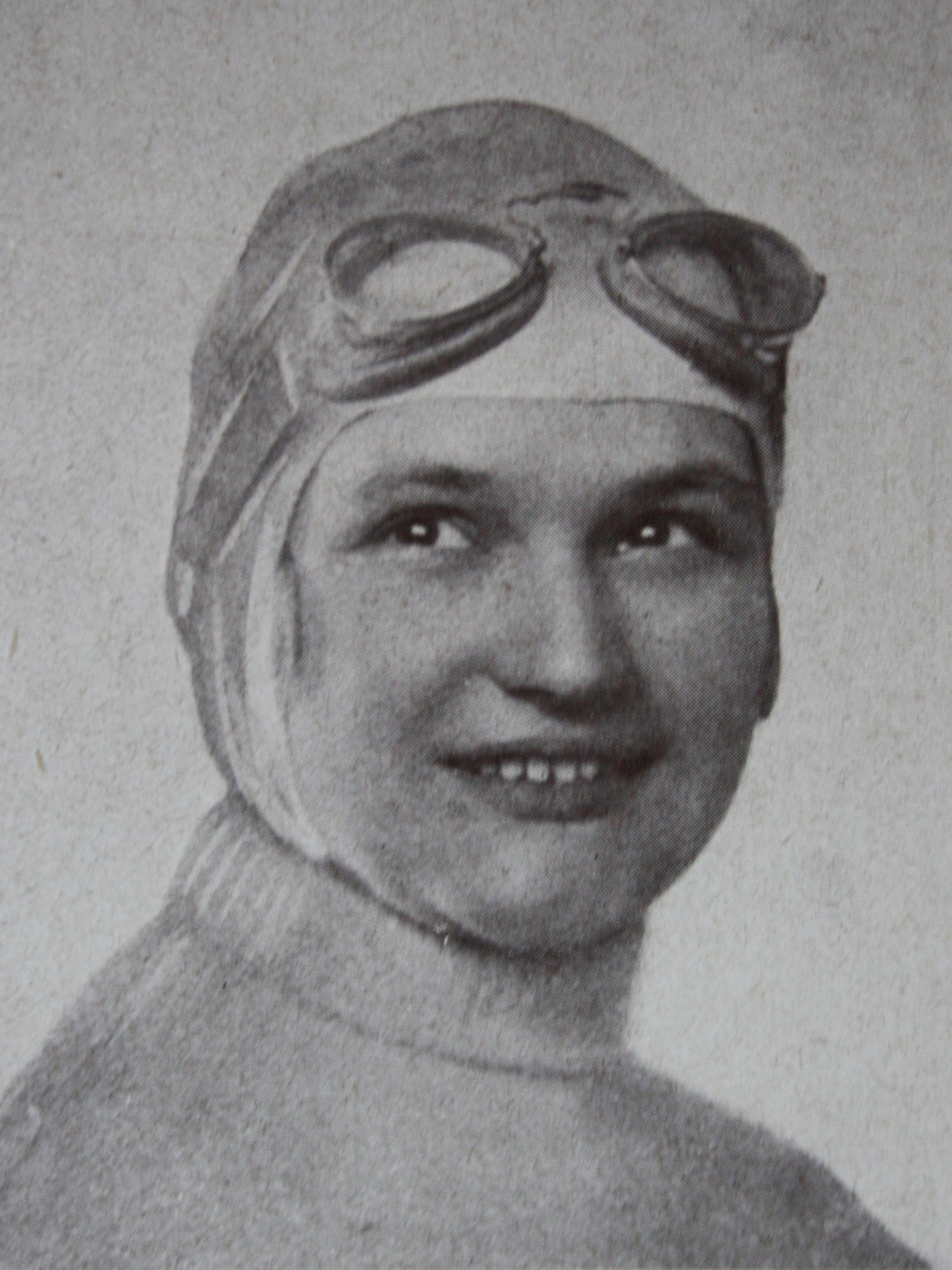
Eliška Junková

Eliška Junková-Khásová, eigentlich Alžběta Junková; geborene Pospíšilová (* 16. November 1900 in Olmütz; † 5. Januar 1994 in Prag) war eine tschechoslowakische Automobilrennfahrerin. Bei internationalen Rennen ging sie als Elisabeth Junek an den Start. Eliška Junková gehörte in der ersten tschechoslowakischen Republik zu den populärsten Persönlichkeiten.

## Leben

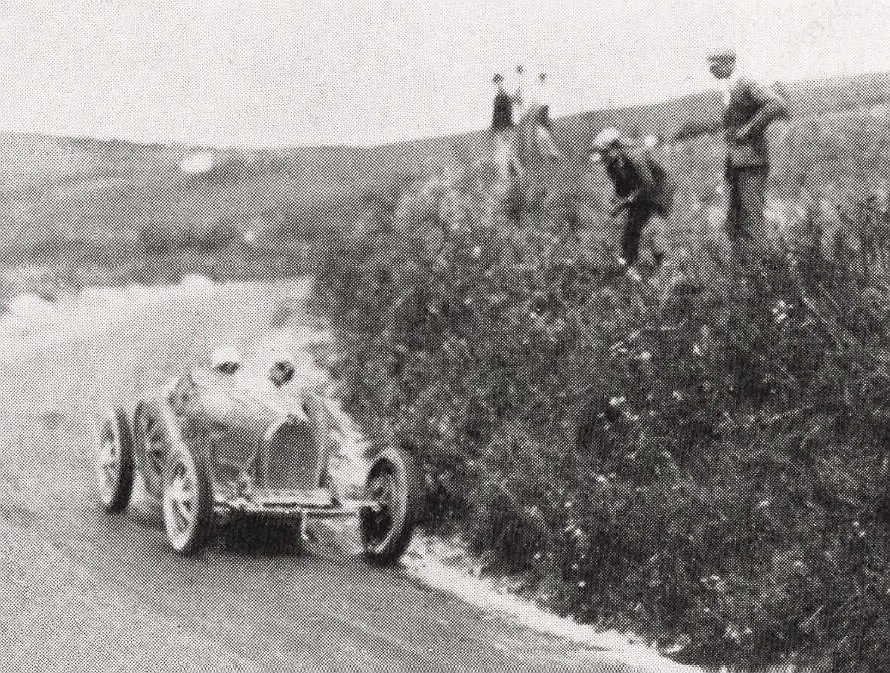
Junková auf der Strecke der Targa Florio 1928

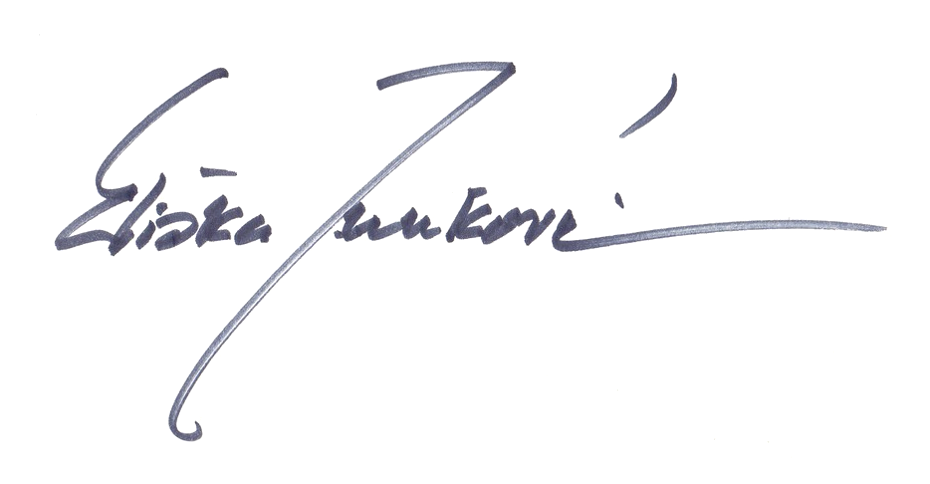
Unterschrift von Eliška Junková

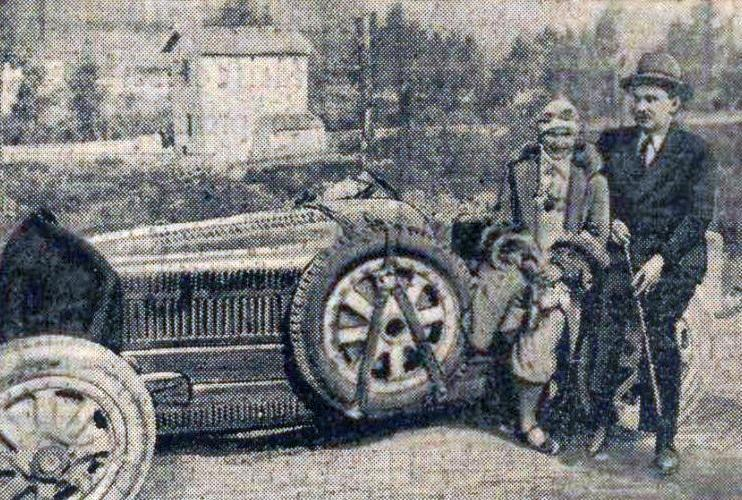
Eliška Junková zusammen mit Vincenzo Florio bei der Targa Florio 1928

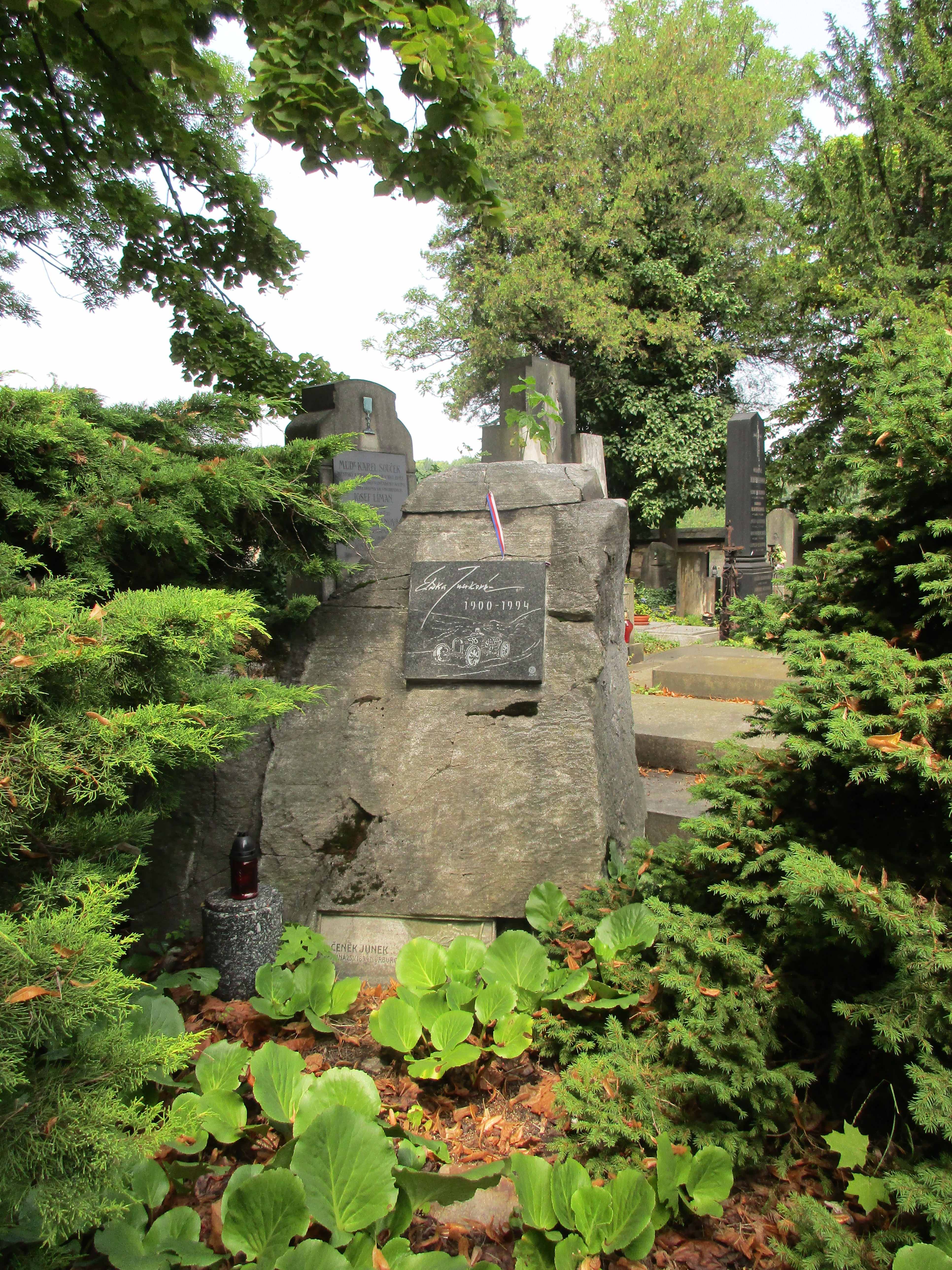
Grab von Čeněk Junek und Eliška Junková auf dem Friedhof Vinohrady

Alžběta Pospíšilová war die Tochter eines Schmiedes. Durch ihre Ausbildung in der Olmützer Niederlassung der Prager Creditbank lernte sie 1917 den Bankier Vincenc Junek kennen. Junek war ein leidenschaftlicher Rennfahrer und begeisterte auch seine spätere Ehefrau für diesen Sport. 1921 erwarb Alžběta Pospíšilová den Führerschein. Im darauffolgenden Jahr heiratete sie Junek und begann ebenfalls mit dem Rennsport. Ettore Bugatti verkaufte den Eheleuten einen der im Großen Preis von Frankreich 1923 eingesetzten, stromlinienförmigen Rennwagen des Typs 32 „Tank“. Zunächst begleitete sie ihren Mann als Beifahrerin und Mechanikerin bei seinen Rennen im Bugatti Type 30. 1924 ging Junková in Pilsen erstmals selbst an den Start. 1925 gehörte sie zu den 216 Frauen, die in der Tschechoslowakei einen Führerschein hatten. 
Beim Bergrennen Zbraslav–Jíloviště fuhr sie 1926 mit einem neuen Streckenrekord ihren ersten Sieg ein und ließ dabei auch ihren Mann hinter sich. 1927 starteten die Eheleute Junek gemeinsam bei der Targa Florio auf Sizilien. Dabei lag der von Eliška Junková gesteuerte Bugatti an der Spitzenposition, bevor er wegen eines Defektes ausschied. Im selben Jahre belegte sie beim Großen Preis von Deutschland auf dem Nürburgring hinter den Mercedes-Benz-Werksfahrern Otto Merz, Christian Werner und Willy Walb den vierten Rang der Gesamtwertung und gewann in der Sportwagenklasse bis 3000 cm³ mit neuem Streckenrekord. Ihr Sieg kam so unerwartet, dass bei der Siegerehrung der Kapelle die Noten der tschechoslowakischen Nationalhymne fehlten.
Bei der Targa Florio 1928 belegte sie auf Bugatti T 35 B Rang fünf. Nach dem tödlichen Unfall ihres Mannes am 15. Juli 1928 auf dem Nürburgring beim Großen Preis von Deutschland 1928 fuhr Eliška Junková kein Rennen mehr und verkaufte ihre Rennwagen. Sie unternahm danach Reisen, wirkte für Bugatti im Auslandsgeschäft in Ceylon und nach der Aufnahme der Reifenproduktion durch den Baťa-Konzern war sie für die Baťa-Reifenwerke tätig. Außerdem gehörte sie zu den Organisatoren des Großen Preises von Brünn. Nach dem Zweiten Weltkrieg heiratete sie erneut und trug den Namen Junková-Khásová. Nach der Machtübernahme der Kommunisten wurden ihr von 1948 bis 1964 Reisen ins Ausland verwehrt.
Eliška Junková und Čeněk Junek liegen auf dem Friedhof Vinohrady in Prag begraben.

## Erfolge
- 1926:
  - Bergrennen Zbraslav–Jíloviště, 1. Platz
  - Bergrennen Klausenpass, 2. Platz
- 1927:
  - Großer Preis von Deutschland, Nürburgring, 4. Rang, 1. Platz bis 3000 cm³
  - Rennen „Coupe des Dames“, 1. Platz
  - Großer Preis der Damen, Montlhéry, 1. Platz
- 1928:
  - Targa Florio, 5. Platz

## Publikationen
- Má vzpomínka je Bugatti. Olympia, Praha 1972 (Autobiographie).
  - in deutscher Sprache: Bugatti – mein Leben. Siedler, Wien 1990, ISBN 3-901131-01-9.